# Triptoréline
La triptoréline est un médicament de type anti-androgène.

## Mode d'action
C'est une hormone libérant des gonadotrophines qui diminue la production d'androgènes et d'œstrogènes .

## Usage médical
La triptoréline est un médicament utilisé pour l'endométriose, les fibromes, le cancer de la prostate, la puberté précoce et l'hypersexualité masculine avec déviation sexuelle sévère,. Elle a également été utilisé pour retarder la puberté chez les personnes atteintes de dysphorie de genre . Elle est administrée par injection dans un muscle.

## Effets secondaires
Les effets secondaires courants sont les bouffées vasomotrices, les troubles sexuels, la douleur au point d'injection ou l'hyperglycémie. D'autres effets secondaires peuvent être l'apoplexie hypophysaire, l'irritabilité, les caillots sanguins et l'anaphylaxie . L'utilisation pendant la grossesse peut nuire au fœtus.

## Histoire
La triptoréline a été brevetée en 1975 et approuvée pour un usage médical en 1986. Au Royaume-Uni, une dose de 3,75 mg coûte au NHS environ 82 livres sterling à partir de 2021. Aux États-Unis, cette même dose coûte environ 860 USD.